# NN-153
La carretera NN-153 es una carretera departamental de Nicaragua. Tiene una longitud aproximada de 9,82 km y se ubica en el departamento de León. Conecta el Empalme Malpaisillo con el Empalme Las Lagunas, funcionando como vía secundaria de acceso rural en la zona centro-norte del departamento.

## Trazado
La NN-153 inicia en el Empalme Malpaisillo, intersección con la NIC-12, y se dirige al noreste pasando por zonas agrícolas hasta llegar al Empalme Las Lagunas, donde finaliza. 

## Estado y características
Fue rehabilitada entre 2011 y 2012 como parte del programa de mejoramiento vial del Ministerio de Transporte e Infraestructura (MTI). Está clasificada como carretera C.S. (Carretera Secundaria) con superficie de adoquín en la mayor parte de su trayecto.

## Conexiones
- NIC-12 – Empalme Malpaisillo
- Camino rural a Las Lagunas